# Odumase Krobo
Odumase Krobo es un pequeño municipio ghanés capital del distrito del Bajo Manya Krobo, en la región oriental del sur de Ghana.

## Historia
La Misión de Basilea dirigía una escuela en Odumase Krobo por 1857. La ciudad se convirtió en capital del Manya Krobo cuando Emmanuel mate Kole fue elegido alcalde en 1892.

## Economía
La ciudad fue sede del Primer Festival Internacional Ghana Perlas en agosto de 2009.

## Personas Ilustres
- Thomas Partey, futbolista.